# Бутенко, Иван Филиппович
Иван Филиппович Бутенко (12 [24] января 1854 или 1852), Херсонская губерния — 6 [18] февраля 1891, Москва) — оперный певец (бас-профундо).

## Биография
Родился в семье дворян Херсонской губернии. Учился в Херсонской и Одесской частной гимназии Ставилло, откуда в 1872 году поступил на юридический факультет Новороссийского университета. В 1876 окончил университетский курс. Отбывая затем воинскую повинность, в качестве вольноопределяющегося в артиллерии, он участвовал в русско-турецкой войне и был произведён в прапорщики.
В 1879 году брал в Одессе частные уроки вокала, а затем отправился за границу, где учился пению, главным образом, в Вене у М. Маркези и в Милане у А. Буцци. В 1882 году дебютировал в опере «Сила судьбы» Дж. Верди в Мантуе (Италия), где пел один сезон; затем выступал в театрах «Даль-Верме» (Милан), «Сан-Карло» (Неаполь) и в Вене.
После возвращения в Россию, в 1883—1885 годах он был солистом Одесской оперы.
В 1885—1891 — солист московского Большого театра (дебютировал в партии Сусанина — «Жизнь за царя» М. Глинки).
Пружанский А. М. так характеризовал творчество певца: 

Обладал замечательным по силе голосом мягкого тембра и широкого диапазона, первоклассной вокальной школой. Исполнение отличалось музыкальностью, отточенной фразировкой, безупречной дикцией, особенно в речитативах. К концу сценической деятельности свойственную ему простоту исполнения вытеснил излишний пафос
Среди концертных работ:
- 26 февраля 1898 — исполнял в Москве сольную партию в «Реквиеме» Дж. Верди в партнерстве с Е. Лавровской, М. Дворец, п/у М. М. Ипполитова-Иванова.

Пел п/у И. К. Альтани, А. С. Аренского, Э. Ф. Направника.
За свою очень короткую творческую жизнь успел спеть несколько крупных партий. Оперный репертуар составляли произведения разнообразных жанров: лирические и драматические партии.
- 1887 — «Тарас Бульба» В. Кашперова — Тарас Бульба (первый исполнитель)
- 1890 — «Сон на Волге» А. С. Аренского — Дубровин (первый исполнитель)
- 1887 — «Мефистофель» А. Бойто — Мефистофель (впервые в Большом театре)
- 1888 — «Борис Годунов» М. Мусоргского, 2-я ред. — Пимен (впервые в Большом театре)
- 1888 — «Гарольд» Э. Направника — Вильгельм Завоеватель (впервые в Большом театре)
- 1889 — «Волшебная флейта» В. А. Моцарта — Зарастро (впервые в Большом театре)
- 1889 — «Лоэнгрин» Р. Вагнера — Генрих-Птицелов (впервые в Большом театре)
- «Руслан и Людмила» М. Глинки — Руслан
- «Гугеноты» Дж. Мейербера — Марсель
- «Жидовка» Ж. Ф. Галеви — Кардинал де Броньи
- «Фауст» Ш. Гуно — Мефистофель
- «Русалка» А. Даргомыжского — Мельник
- «Корделия» Н. Соловьёва — Югурта
- «Роберт-Дьявол» Дж. Мейербера — Бертрам
- «Вольный стрелок» К. М. Вебера — Каспар

Среди партнёров по сцене: А. И. Барцал, С. Г. Власов, В. Н. Гнучева, Л. Д. Донской, М. Н. Климентова, Б. Б. Корсов, А. П. Крутикова, Е. А. Лавровская, И. В. Матчинский, О. П. Павлова, С. Е. Трезвинский, В. С. Тютюнник, Д. А. Усатов, П. Фёдорова, П. П. Фигуров, П. А. Хохлов, Л. Чаров, М. А. Эйхенвальд.